# Diumenge de Trinitat
El Diumenge de Trinitat és el primer després de Pentecosta, en què l'església cristiana celebra el dogma de la Santíssima Trinitat. Aquest diumenge representa el començament de la part de l'Any litúrgic que arriba fins a l'Advent i pot tenir un màxim de vint-i-set diumenges. Fou introduït l'any 1324 pel Papa Joan XXII i els textos de la missa s'atribueixen a Alcuí de York (segle ix) i a Esteve de Lieja (segle X).